# Diane Morgan
Diane Morgan (Bolton, 5 oktober 1975) is een Engelse comedienne, actrice, televisiepresentatrice en auteur. Ze is vooral bekend van de rol van Philomena Cunk in de serie Weekly Wipe van Charlie Brooker en in diverse mockumentary's. Daarnaast speelde ze onder andere de rol van Liz in de BBC sitcom Motherland en Kath in de Netflix-serie After Life. Morgan schreef, regisseerde en speelde de hoofdrol in de BBC-comedyserie Mandy.

## Levensloop
Morgan werd geboren in Bolton, Greater Manchester. Haar vader was fysiotherapeut, haar moeder is huisvrouw. Morgan heeft een oudere broer. Aan haar vaders kant van de familie is ze verwant aan de acteurs Julie Goodyear, Frank Finlay en Jack Wild.
Morgan studeerde aan de East 15 Acting School in Loughton. Na haar opleiding kwam ze moeilijk aan werk vanwege haar accent. Om die reden nam ze spraaklessen. Ze besefte al snel dat ze geen actrice wilde worden, maar iets wilde doen met comedy. Op wat kleine rollen na was haar acteercarrière weinig succesvol. Ze werkte daarom naar eigen zeggen onder meer in een snackbar, fabriek en als verkoopster van Avon-producten.
In diezelfde periode startte ze met comedy. In 2006 werd ze tweede in de Hackney Empire New Act of the Year en behaalde ze de finale van de Funny Women Awards. Samen met komiek Joe Wilkinson startte ze de comedy sketchshow Two Episodes of Mash. In 2008, 2009 en 2010 traden zij samen op het Edinburgh Festival Fringe op en verschenen zij samen in diverse komedieprogramma's.

## Andere rollen
Morgan verscheen in meerdere korte films, waaronder The Boot Sale, die op de shortlist stond van de Virgin Media Shorts-filmcompetitie 2010. In de film David Brent: Life on the Road (2016) met Ricky Gervais speelde Morgan zijn PR-goeroe. Morgan is samen met Gervais te zien in de Netflix-serie After Life waar ze de rol speelt van Kath.

### Philomena Cunk
Morgan is het bekendst als haar alter ego Philomena Cunk. Morgan verscheen tussen 2013 en 2015 als Philomena Cunk in Charlie Brooker's Weekly Wipe met korte sketches genaamd Moments of Wonder. Als Philomena Cunk maakte ze diverse mockumentary's, waaronder Cunk on Britain over de geschiedenis van Groot-Brittannië, en Cunk on Earth over de wereldgeschiedenis. In de series spreekt ze met experts over diverse onderwerpen. Philomena Cunk is echter een buitengewoon domme en slecht geïnformeerde interviewer. De serie Cunk on Earth werd goed ontvangen en kreeg binnen een dag een IMDb-score van 8.4/10. In 2018 schreef Morgan het boek Cunk on Everything: The Encyclopedia Philomena dat werd uitgegeven door uitgeverij Two Roads. De film Cunk on Life verscheen eind 2024 op streamingdienst Netflix. In deze film gaat Philomena Cunk in gesprek met experts over godsdienst, kunst en filosofie.

### Mandy
In 2019 speelde Morgan de hoofdrol in de BBC2-comedyserie Mandy. De comedyserie, geschreven en geregisseerd door Morgan, bestond aanvankelijk uit één pilotaflevering. Deze gaat over een vrouw genaamd Mandy Carter die “heel graag een bankstel wil en zich door niemand laat tegenhouden.” Na de pilot werd in augustus 2020 een serie van zes afleveringen uitgezonden. Daarin worden gastrollen vertolkt door onder meer Shaun Ryder, Maxine Peake en Natalie Cassidy. In 2022 werd het tweede seizoen uitgezonden. In maart 2024 verscheen het derde seizoen van de serie.
- Gemeinsame Normdatei: 1337863181
- International Standard Name Identifier: 0000 0005 0098 2689
- Library of Congress Control Number: no2019183045
- MusicBrainz: 1b948ba2-c32e-473a-9861-4bbf2e053002
- Virtual International Authority File: 557157643226538590008